# Врбовец (Кочевје)
Врбовец (словен. Vrbovec) је насељено место у општини Кочевје, регија Југоисточна Словенија, Словенија.

## Историја
До територијалне реорганизације у Словенији био је у саставу старе општине Кочевје.

## Становништво
У попису становништва из 2011. године, Врбовец није имао становника.
| Број становника према пописима | Број становника према пописима | Број становника према пописима |
| ------------------------------ | ------------------------------ | ------------------------------ |
| 1991. године                   | 2002. године                   | 2011                           |
| 0                              | 0                              | 0                              |

Напомена: Године 2000. умањено за део насеља који је припојен насељу Рапљево (Добрепоље, Средњесловенска регија).